# Свибно
Свибно (словен. Svibno) — поселення в общині Радече, Савинський регіон, Словенія. Висота над рівнем моря: 538,6 м.